# Maduro lampreado
Maduro lampreado, maduro emborrajado  o aborrajado (sierra ecuatoriana), también lo llaman gato encerrado, es un plato típico de la gastronomía de ecuador. Se refiere a una masa de harina que se usa para freír ciertos alimentos de una manera similar a los buñuelos.

## Descripción
Para elaborar el maduro lampreado se selecciona el plátano maduro o guineo para luego cortar en mitades o transversalmente, dando así que cada maduro puede rendir cuatro porciones, se mezcla leche, sal, harina hasta formar una masa homogénea para luego freír. La variante de la provincia de Manabí a la preparación de la masa le agregan huevo, azúcar, esencia de vainilla y colorante amarillo vegetal para darle color, se agrega queso rallado.

## Variante
El bocado se suele confundir con el aborrajado colombiano, aborrajado significa un plato de plátanos rellenos de queso rebozados y fritos  como Aborrajado con Chicharrón, que incluye chicharrón, además de la receta básica de plátanos y queso,  pasta de guayaba, que se incluye como parte del relleno.